# Adolphus Greely
Adolphus Washington Greely (1844 - 1935), né à Newburyport, dans le Massachusetts, est un explorateur polaire américain, officier de l'Armée américaine, qui a notamment reçu la Medal of Honor.

## Biographie

### Début de carrière militaire
Greely entre dans les rangs de l'United States Army à l'âge de 17 ans. Il prend part à la Guerre de Sécession et aux luttes contre les Indiens et rejoint l'armée régulière en 1866 en tant que second lieutenant d'infanterie. En 1873, il est promu premier-lieutenant de cavalerie.

### Expédition de la baie Lady Franklin
En 1881, le premier-Lieutenant Greely reçoit le commandement de l'expédition de la baie de Lady Franklin sur le navire Proteus. Organisée par Henry W. Howgate, son but est d'établir le premier maillon d'une chaîne de stations d'observation météorologique dans le cadre de la première Année polaire internationale. Il doit aussi établir des relevés de magnétisme, de géologie et de géographie.
L'expédition est soutenue par le gouvernement américain, afin de collecter des données astronomiques et magnétiques sous l'égide de l'astronome Edward Israel, membre de l'équipage de Greely.
Greely fonde fort Conger, base des hivernages (1881-1884) au cap Sabine. L'expédition arrive jusqu'à l'île d'Ellesmere et ne peut aller plus loin en 1882.
Autoritaire, cruel et très contesté, certains de ses officiers tentent de le faire considérer aliéné. Il mène ainsi l'expédition au désastre. Raciste, il refuse obstinément l'aide des Inuits et ne souhaite pas quitter le cap Sabine, en application déraisonné des ordres reçus. Dix-neuf de ses hommes, sur vingt-six, meurent ainsi de faim, dont le second de l'expédition James Booth Lockwood. Les survivants, dont Greely, finissent par dévorer les morts. Le docteur Octave Pavy se suicide.
L'expédition n'est secourue que le 22 juin 1884.

### Faits d'armes durant la suite de sa carrière
En juin 1886, Greely est nommé capitaine après 20 ans de service comme lieutenant. En mars 1887, le président Grover Cleveland permet sa promotion comme brigadier général chargé des lignes télégraphiques et chef du Signal Corps. Il prend part à la Guerre hispano-américaine à Porto Rico, Cuba et aux Philippines.
Ultérieurement, Greely participe aux mesures d'urgence lors du tremblement de terre de 1906 à San Francisco, avant de prendre sa retraite en 1908, après avoir atteint le rang de major général.

## Œuvres
- Dans les Glaces Arctiques Relation de l'Expédition Américaine à la baie de Lady Franklin. 1881- 1884, traduit par Mme L. Trignant chez Hachette 1889.
- Three Years of Arctic Service (1886)
- Handbook of Alaska (rev. ed. 1925)
- Reminiscences of Adventure and Service (1927)
- The Polar Regions in the Twentieth Century (1928).